# 热鲁梅尼亚
热鲁梅尼亚（葡萄牙語：Jerumenha）是巴西皮奥伊州的一个市镇。总面积3862平方公里，总人口4371人，人口密度1.1人/平方公里。